# العالم الجوراسي الهيمنة
العالم الجوراسي الهيمنة (بالإنجليزية: Jurassic World Dominion) هو فيلم خيال علمي ومغامرة أمريكي قادم من المقرر أن يصدر في في عام 2021. من إخراج وكتابة كولين تريفورو. الفيلم هو الجزء السادس من سلسلة الحديقة الجوراسية، السيناريو كتبه كولين تريفورو وإميلي كاراميتشل.

## طاقم التمثيل
- كريس برات في دور أوين جرادي
- برايس دالاس هوارد في دور كلير ديرينغ
- لورا ديرن بدور د. إيلي ساتلر
- سام نيل بدور د. آلان جرانت
- جيف جولد بلوم في دور د. إيان مالكولم
- مامودو أثي
- سكوت هاز
- ديتشن لاشمان
- دانييلا بينيدا بدور د. ضياء رودريغيز
- كامبل سكوت بدور د. لويس دودجسون
- إيزابيلا سيرمون بدور مايسي لوكوود
- جاستيس سميث بدور فرانكلين ويب
- عمر سي بدور باري سيمبين
- ديواندا وايز بدور كايلا
- بي دي ونغ بدور د. هنري وو
- إلفا تريل بدور شارلوت لوكوود
- ديميتري ثيفايوس

## الموسيقي
تم تأليف النوتة الموسيقية للفيلم من قبل مايكل جاكينو، الذي سجل أفلام العالم الجوراسي السابقة. تم تسجيل النتيجة في استديوهات آبي روود بإنجلترا على مدى 10 أيام، وانتهت في مايو 2021.

## التسويق
تم إصدار معاينة لمدة خمس دقائق للفيلم في يونيو 2021، مرفقة بعروض آيماكس لفبلم السرعة والغضب 9. قصد تريفورو في البداية أن تكون هذه اللقطات بمثابة الدقائق الخمس الأولى من الفيلم، قبل أن يقرر إزالتها من المقطع النهائي. تم إصدار اللقطات على الإنترنت في 23 نوفمبر 2021، كفيلم قصير مستقل ومقدمة للترويج للفيلم. تتضمن المقدمة جزءًا من عصور ما قبل التاريخ تم وضعه في العصر الطباشيري، حيث قتل الجيجانوتوصوروس تي ريكس في المعركة. تضع المقدمة تنافسًا في الوقت الحاضر بين الحيوانين، بوصفهما مستنسخين، في الفيلم الرئيسي.

## الإطلاق
في الولايات المتحدة، من المقرر عرض الفيلم بشكل مسرحي بواسطة يونيفرسال بيكشرز في 10 يونيو 2022. وكان الفيلم قد تم عرضه مسبقًا في 11 يونيو 2021، لكنه تأخر بسبب الوباء.
من المقرر أن يتم بث الفيلم على موقع بيكوك الإلكتروني في غضون أربعة أشهر من إصداره المسرحي، كجزء من صفقة مدتها 18 شهرًا. سينتقل الفيلم بعد ذلك إلى برايم فيديو لمدة 10 أشهر ، قبل أن يعود إلى بيكوك للأشهر الأربعة الأخيرة. بعد هذه الصفقة التي مدتها 18 شهرًا، سيتم بثها على منصة ستارز كجزء من اتفاقية ترخيص مع الشبكة.

## روابط خارجية
- العالم الجوراسي 3 على موقع IMDb (الإنجليزية)
- العالم الجوراسي 3 على موقع ميتاكريتيك (الإنجليزية)
- العالم الجوراسي 3 على موقع روتن توميتوز (الإنجليزية)
- العالم الجوراسي 3 على موقع ألو سيني (الفرنسية)
- العالم الجوراسي 3 على موقع بوكس أوفيس موجو (الإنجليزية)
- العالم الجوراسي 3 على موقع فيلمافينيتي (الإسبانية)
- العالم الجوراسي 3 على موقع قاعدة بيانات الأفلام السويدية (السويدية)
- العالم الجوراسي 3 على موقع قاعدة بيانات الفيلم (الإنجليزية)
- العالم الجوراسي 3 على موقع ليتربوكسد (الإنجليزية)
- العالم الجوراسي 3 على موقع كينوبويسك (الروسية)